# Adrian Szary
Adrian Szary (ur. 22 kwietnia 1983 w Radomiu) – polski poeta, polonista, wykładowca akademicki.

## Życiorys
Ukończył II Liceum Ogólnokształcące im. Marii Konopnickiej w Radomiu. Absolwent polonistyki UMCS w Lublinie. Nauczyciel języka polskiego w VI LO im. Jana Kochanowskiego w Radomiu. Instruktor warsztatów literackich w Stowarzyszeniu Centrum Młodzieży „Arka”, w tym samym mieście.
Autor dziewięciu tomów poezji, dwóch książek z bajkami, powieści dla dzieci, zbioru opowiadań i monodramu. Redaktor trzynastu antologii współczesnej literatury młodzieżowej. Członek redakcji Zeszytów Poetyckich. Jego twórczość wydana została również na pięciu audiobookach, wyprodukowanych przez Radomską Szkołę Rocka.
W 2013 przez Zeszyty Poetyckie wydany został tom poezji Adriana Szarego, zatytułowany „Heureza”, będący wyborem wierszy z lat 1998–2013. Książka ukazała się w serii „Biblioteka Współczesnej Poezji Polskiej”. Autorem posłowia jest redaktor serii Dawid Jung. W tym samym roku, Teatr Powszechny im. Jana Kochanowskiego w Radomiu wystawił monodram jego autorstwa, zatytułowany „Bal”, w którym zagrała Karolina Skrzek.
W 2014 uzyskał stopień doktora nauk humanistycznych na UMCS, w zakresie językoznawstwa, na podstawie pracy Aksjologia dla dużych i małych, czyli świat wartości w bajkach Leszka Kołakowskiego. Jest wykładowcą Uniwersytetu Radomskiego im. Kazimierza Pułaskiego. Autor licznych artykułów dotyczących literatury dziecięcej, publikowanych m.in. w kwartalniku Guliwer.
Pisze teksty piosenek m.in. dla Rafała Błędowskiego – lidera radomskiej grupy szantowej „Kliper”, w ramach wspólnego projektu muzyczno-literackiego „Męski rejs”.

## Publikacje
Tomy poetyckie
- Wianek z myśli, Radom 2007.
- CV, Radom 2011.
- Abecedarium. Wiersze z lat 1997–2012, Radom 2012.
- Sylwa, Radom 2013.
- Heureza, Gniezno 2013.
- Horoskopy, Radom 2015.
- Dekontaminacja, Radom 2017.
- Kontenans / Countenance, tłum. Agnieszka Złotkowska, Wieluń 2019.
- Moja genologia / МОИЖАНРЫ, tłum. Olga Lewicka, Wieluń, 2021.

Książki prozatorskie
- Pierwodruki i przedruki. Opowiadania o wierze, nadziei, miłości i rodzinie, Radom 2010.
- Majka i zagubiony Antek, Radom 2016.
- Majka, Franek ekolog i Krzyś podróżnik, Radom 2017.
- Majka, rozśpiewana Cecylka i pracowita Basia, Radom 2018.
- Blogo, Wieluń 2021.

Bajki
- Szarówki,, czyli bajki do czytania o zmierzchu, Radom 2009.
- Świat to bajka, Radom 2015.

Dramaty
- Bal, Radom 2015.

Zredagowane antologie
- Puzzle pamięci, Radom 2008.
- Nowa Teoria Literatury Użytkowej, Radom 2009.
- Na szarym początku..., Radom 2010/2011.
- Asocjacje, Radom 2012.
- Panopticum, Radom 2013/2014.
- Onoma, Radom 2015.
- Prosta piosenka o Nadziei, Radom 2016.
- Maski, Radom 2017.
- Oko, Radom 2018.
- Lustro, Kraków / Radom 2018.
- Tygiel, Radom 2019.
- Fraktale, Radom 2020.
- #13, Radom 2021.

Audiobooki
- Szary, Radom 2017.
- Ucho, Radom 2018.
- Kolorowy, Radom 2018.
- Erato, Kozienice / Radom 2019.
- Szary człowiek, Radom 2021[2].